# 絞扼反射
絞扼反射（こうやくはんしゃ、choke reflex）とは、舌根部、咽頭部後壁、口蓋扁桃部などを刺激により誘発される反射のことである。催吐反射（さいとはんしゃ）などとも呼ばれる。咽頭反射の一部である。
嘔吐反射と同様にむかつきを生じるが、吐物を含まない。咽頭反射と絞扼反射は同義に扱われることもある。

## 臨床的意義
この反射が極度に亢進すると、デンタルミラーが口腔内に入っただけで反射が起こるなど、歯科診療の支障となる。異常絞扼反射と呼ばれる。